# Tessellana lagrecai
Tessellana lagrecai är en insektsart som beskrevs av Messina 1979. Tessellana lagrecai ingår i släktet Tessellana och familjen vårtbitare. Inga underarter finns listade i Catalogue of Life.